# Agići
Agići (Агићи) je vesnice v Bosně a Hercegovině v Republice srbské. Je součástí Derventy.

## Poloha a přírodní poměry
Leží na západ od města Derventa v nadmořské výšce 170 m n. m. Protékají tudy řeky Vukovije (levobřežní přítok Ukrine) a Agića. Do vesnice lze dojet po komunikaci M-16.1.